# Episodi di Omicidi a Sandhamn (quarta stagione)
La quarta stagione della serie televisiva Omicidi a Sandhamn è composta da 3 episodi che compongono un unico arco narrativo; sono andati in onda in Svezia dal 27 novembre 2014 all'11 dicembre 2014 sul canale TV4.
In Italia la serie è stata trasmessa in prima visione su Giallo il 6 luglio 2015.
| nº | Titolo originale         | Titolo italiano                   | Prima TV Svezia  | Prima TV Italia |
| -- | ------------------------ | --------------------------------- | ---------------- | --------------- |
| 1  | I natt är du död - Del 1 | La morte all'improvviso - Parte 1 | 27 novembre 2014 | 6 luglio 2015   |
| 2  | I natt är du död - Del 2 | La morte all'improvviso - Parte 2 | 4 dicembre 2014  | 6 luglio 2015   |
| 3  | I natt är du död - Del 3 | La morte all'improvviso - Parte 3 | 11 dicembre 2014 | 6 luglio 2015   |